# Castello di Santa Giuletta
Castello di Santa Giuletta è una frazione di Santa Giuletta situata a 300 m s.l.m. circa, sulle prime colline dell'oltrepò pavese. Come dice il nome, in questa frazione è presente il castello del paese, secoli fa riadattato a villa signorile. A Castello è presente il vecchio municipio di Santa Giuletta: infatti il nucleo moderno ha per anni rappresentato una semplice frazione (Villa), oggi sede municipale.
A Castello è presente la parrocchia dedicata a Santa Giuletta. Nella frazione sono inoltre presenti ripetitori televisivi. Sono tre le strade che collegano Castello: una proveniente da Santa Giuletta, la principale, una da Monteceresino (Frazione di Santa Giuletta), una che collega Castello con le 5 Strade, ovvero con Mornico Losana, con Pietra de' Giorgi e con la Valle Scuropasso e Montalto Pavese. Appena iniziata la strada per le 5 strade è presente un piazzaletto dal quale è possibile ammirare le colline e le montagne oltrepadane quali: Mornico Losana, Montalto Pavese, il monte Alpe e il monte Penice; non si vede invece il monte Lesima perché coperto da Montalto Pavese.

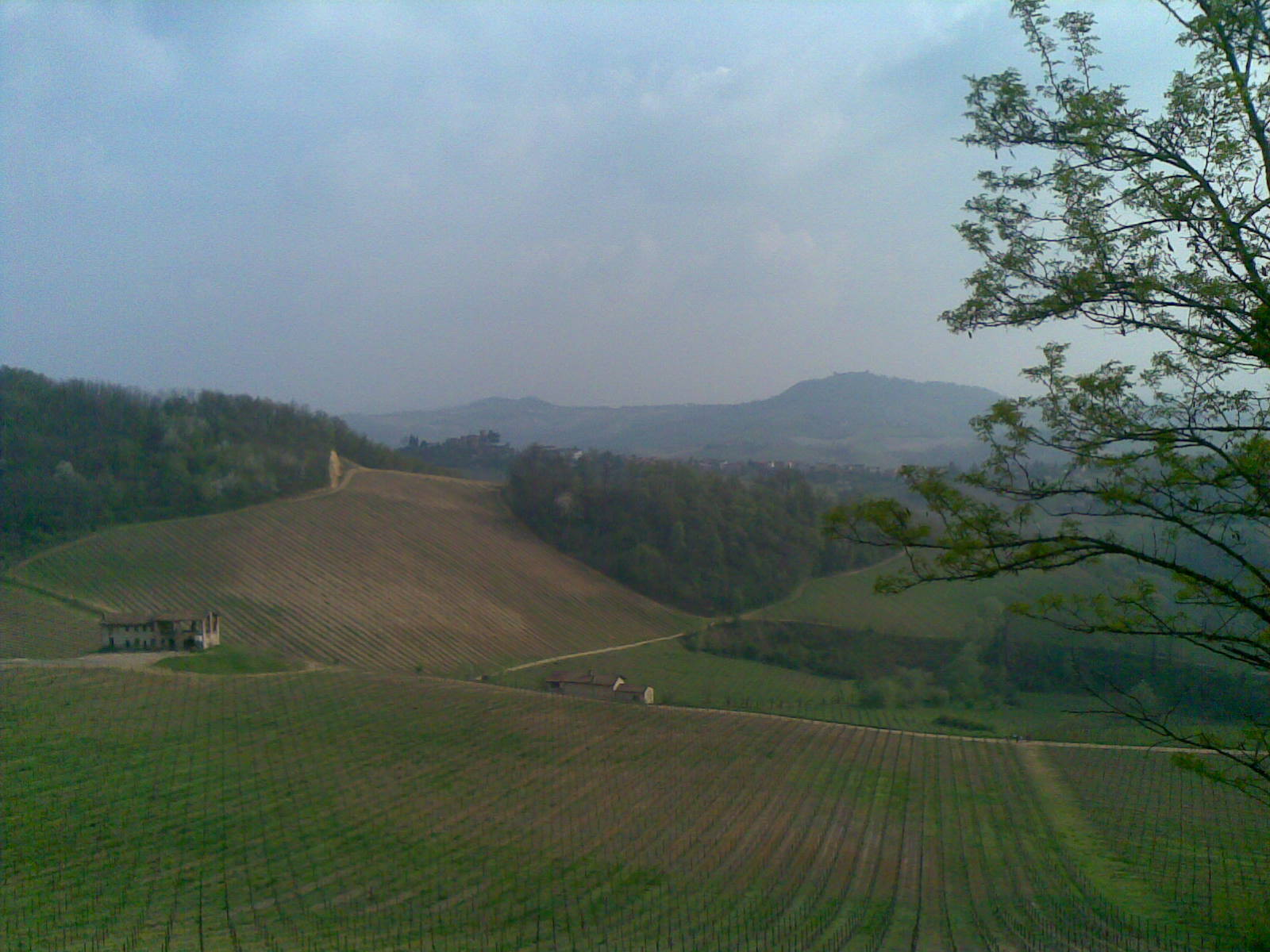
Panorama dalla piazzetta di Castello